# Sinentomon erythranum
Sinentomon erythranum är en urinsektsart som beskrevs av Yin 1965. Sinentomon erythranum ingår i släktet Sinentomon och familjen Sinentomidae. Inga underarter finns listade i Catalogue of Life.